# Autographa metabractea
Autographa metabractea är en fjärilsart som beskrevs av Butler 1881. Autographa metabractea ingår i släktet Autographa och familjen nattflyn. Inga underarter finns listade i Catalogue of Life.